# Flagge von Québec
Die Flagge von Québec (frz. Le Fleurdelisé) wurde am 21. Januar 1948 eingeführt. Die Flagge zeigt auf blauem Grund ein weißes Kreuz, mit je einer weißen fleur de lys in den vier Quadranten. Das offizielle Seitenverhältnis beträgt 2:3, es existieren aber auch Flaggen mit dem Verhältnis 1:2. Die Fleurdelisé ist neben der Flagge von Neufundland und Labrador die einzige Provinzflagge, auf der nicht das Provinzwappen abgebildet ist.
Die Farbe des Kreuzes stammt von der alten Königsflagge Frankreichs. Angeblich besaß die frankokanadische Miliz bei Louis-Joseph de Montcalms Sieg in der Schlacht um Fort Carillon 1758 ein Banner mit weißen Lilien auf blauem Feld. Entgegen der weit verbreiteten Meinung sind die Lilien nicht dem Banner der französischen Könige entnommen, da auf diesem goldene abgebildet sind. Die weißen Lilien stehen für Reinheit und die Jungfrau Maria.

## Flaggengeschichte

Flagge der Niederkanada-Rebellen

Carillon-Flagge von 1902

Schon früh versuchten sich die Frankokanadier durch die Verwendung eigener Symbole von der mehrheitlich englischsprachigen Bevölkerung Kanadas abzugrenzen. Während der Niederkanada-Rebellion von 1837/38 verwendeten die Aufständischen eine Flagge mit grünen, weißen und roten Streifen. In späteren Jahren war auch die französische Trikolore weit verbreitet.
Der direkte Vorgänger der heutigen Fleurdelisé wurde 1902 von Elphège Filiatrault entworfen, dem Pfarrer von Saint-Jude. Die als Carillon bezeichnete Flagge ähnelte der heutigen, außer dass goldene Lilien von den Ecken nach innen zeigten. Sie wurde erstmals am 26. September 1902 gehisst, hatte aber keinen offiziellen Charakter. Bis auf die Lilien war diese mit der damaligen Flagge Griechenlands identisch, Reaktionen aus Griechenland oder Québec auf diese Formalie gab es jedoch keine.
1947 verlangte René Chaloult, ein unabhängiger Abgeordneter der Nationalversammlung von Québec, die Einführung einer neuen Provinzflagge. Sie sollte die unbeliebte kanadische Red Ensign ersetzen, ebenso die bereits seit 1868 bestehende, aber praktisch nie verwendete Blue Ensign mit dem Wappen von Québec. René Chaloult, Lionel Groulx und Maurice Duplessis gestalteten gemeinsam verschiedene Entwürfe. Burroughs Pelletier hatte schon neun Jahre zuvor einige Flaggen gestaltet, von denen jedoch keine übernommen wurden. Pelletier war jedoch an der Entscheidungsfindung beteiligt.
Die Flagge wurde am 21. Januar 1948 von der Provinzregierung per Dekret eingeführt, konnte aber erst am 2. Februar erstmals gehisst werden, da sie noch nicht genäht worden war. Zwar schuf die Regierung mit dem Dekret vollendete Tatsachen, doch Oppositionsführer Adélard Godbout äußerte seine Zustimmung, ebenso René Chaloult. Am 9. März 1950 verabschiedete die Nationalversammlung schließlich ein Flaggengesetz, das die Verwendung der Provinzflagge regelt.